# Lac Cadillac
Lac Cadillac är en sjö i Kanada.   Den ligger i regionen Abitibi-Témiscamingue och provinsen Québec, i den sydöstra delen av landet, 400 km nordväst om huvudstaden Ottawa. Lac Cadillac ligger 290 meter över havet. Arean är 10,8 kvadratkilometer. Den sträcker sig 5,6 kilometer i nord-sydlig riktning, och 4,7 kilometer i öst-västlig riktning.
Runt Lac Cadillac är det mycket glesbefolkat, med 5 invånare per kvadratkilometer.